# Michael Manniche
Michael Manniche (Copenaghen, 17 luglio 1959) è un ex calciatore danese, di ruolo attaccante.
Il giocatore portoghese Nuno Ricardo de Olivera Ribeiro è conosciuto come Maniche in suo onore.

## Carriera
Dal 1983 al 1987 militò nel Benfica.
Vestì per 11 volte la maglia della Danimarca, segnando 2 gol.